# 中江大樹
中江 大樹（なかえ だいき、1987年12月14日 - ）は、日本の俳優である。Daiki名義でヴィジュアル系ロックバンドLOST ASHのボーカリストを務める。
神奈川県出身。身長172cm。特技：テニス、茶道裏千家初級。

## 出演

### テレビドラマ
- 花より男子2（2007年1月5日、TBS）第1話 - 織部慎吾役
- 恋する日曜日 お引越し（2007年6月2日、BS-i） - 竹内智樹役
- 怪談新耳袋スペシャル 右・牛おんな（2007年7月7日、BS-i）- 小笠原佑二役
- モップガール（2007年11月23日、テレビ朝日）第7話 - レン役
- 怪談新耳袋スペシャル ぶぅん（2008年6月29日、BS-i）- 中上健一役
- JIN-仁--   横松貞吉 役[1]
  - JIN-仁-（2009年10月11日 - 12月20日、TBS）
  - 開局60周年記念ドラマ JIN-仁- 完結編（2011年4月17日 - 6月26日、TBS）
- わが家の歴史（2010年4月9日〜11日、フジテレビ）

### 映画
- テニスの王子様（2006年5月13日公開） - 忍足侑士役

## LOST ASH
LOST ASH（ロスト アッシュ）は日本のインディーズヴィジュアル系ロックバンド。2012年までスターダスト音楽出版に所属していたが、セルフプロデュースで活動したのち、2015年12月22日に解散。

### 概要
2009年、都内にて結成。12月22日より活動を開始する。バンド名は、「時間と共に過ぎていく中で出てくる美しさ」という意味。
日本武道館でライブを行うことを目標として掲げており、ファンのイベントなどにも積極的に参加していた。

### メンバー
- Daiki（ダイキ） - ボーカル
- Show（ショウ） - ギター
  - 7月23日生まれ、A型、神奈川県出身
- Sai（サイ） - ベース
  - 6月6日生まれ、A型、神奈川県出身
- Dye（ダイ） - ドラム
  - 4月19日生まれ、AB型、神奈川県出身
  - バンドリーダー。

### ディスコグラフィー

#### シングル
1. superNOVA（2010年4月14日）- オリコンインディーズチャート初登場5位
  - 500枚限定生産
2. innnerCORE（2010年7月28日）
  - 1000枚限定生産
3. overHORIZON（2011年1月19日）- オリコンインディーズチャート初登場5位
  - 1000枚限定生産

#### アルバム
1. BLAZE IN HEART（2011年11月30日）

#### 配信音源
1. LIAR（2011年8月3日）
  - テレビ埼玉「HOT WAVE」7月度エンディングテーマ
2. CLOSE TO YOU（2011年9月7日）

#### オムニバス
- CRUSH! -90's V-Rock best hit cover songs-
  - 「ENDLESS LOVE」で参加。